# みらろま
『みらろま Miracle Romance Strawberry Scramble』（-ミラクル ロマンス ストロベリー スクランブル）は2005年12月22日にま〜まれぇどから発売された18禁恋愛アドベンチャーゲームである。メーカーでは「おしかけキュンキュンあどべんちゃ〜」と称している。
同社の二作目に当たる本作は、処女作『こんねこ』と比較するとシナリオよりもエロに重点を置いた内容となっている（Hシーンの回数は1キャラあたり6回×5キャラ+αである）。

## ストーリー
東雲学園に通う主人公・高原真一はある日、妹の愛と出かけたフリーマーケットで誤って怪しげな鏡を割ってしまう。
仕方なく鏡を買って帰った真一の左手には、妙な模様が浮かび上がっていた。
翌日、真一の家にシスター姿の女の子・聖鳳院エリカが押しかけ、鏡を割ってしまったために彼が呪いにかかってしまったことを、左手の模様という証拠をもって告げ、呪いを解くために彼の家に住み込むと言い出す。しかし彼女一人にとどまらず、クラスメイトで巫女の月宮楓、学園の保健医でナースの優城由紀恵、正体不明のゴスロリ魔女っ子有魔摩莉、さらには妹の愛も加わって、呪いを解くため一つ屋根の下、真一と五人の美少女たちとのハチャメチャな同居生活が始まるのだった。

## ゲームシステム
大まかなゲーム構成はプロローグ（一度でもエンディングを見ていればスキップ可能）、学園生活を中心とした共通ルートの第一部、第一部で結ばれた女の子とのHを中心とした個別ルートの第二部、エピローグに分かれる。
基本的なシステムは前作『こんねこ』を踏襲しており、第一部での複数回のマップ画面の選択によって、第二部でどのキャラのルートに進むかが決定する。ただし、いずれのキャラのルートにも進めないバッドエンドも存在する。
また、特定の条件を満たすことによりおまけモードにおまけシナリオ2本が追加される。

## 登場人物

### メインキャラクター
高原 真一(たかはら しんいち)
声 - 孝（ドラマCDのみ）
本作の主人公。平凡をモットーとする、ごく普通の学生という設定である。
聖鳳院 エリカ(せいほういん えりか)
声 - 七生みこと
ヨーロッパの架空の小国、ローラン公国から主人公の呪いを解くために派遣されたシスター。本作でのシスターは妖怪退治や除霊を行う超能力者という位置づけになっており、これは巫女の楓も同様である。
性格は高飛車かつ自己中心的。「下僕」「平民」といった侮辱的な言葉を浴びせ、自分の事を「様」付けで呼ぶことを強要したりと、主人公を苛立たせる。また、あらゆる物事を金の力で解決するなど、聖職者にあるまじき言動が目立つ。
しかし、子供好きだったりおだてに弱かったりなど可愛らしい一面もある。学園での成績は優秀だが、料理は苦手。
やや滑舌が良くないのが特徴だが（作中に主人公の言及あり）、それが最初からの設定か声優にインスパイアされたものなのかは不明。
月宮 楓(つきみや かえで)
声 - 榎本みなも
主人公のクラスメイトにして月宮神社という神社の巫女。控え目でおとなしい大和撫子の典型のような性格で、学園の男子の間では嫁にしたい女の子ナンバーワンという意味の「嫁ワン」という異名をとり、絶大な人気を集めている。
ユーザーの間でも人気は高く、ファンディスクでは個別シナリオ収録されることとなった。
過去のある出来事がもとで、それ以来主人公に想いを寄せている。
学園では茶道部所属で、料理も得意。
高原 愛(たかはら あい)
声 - 大波こなみ
主人公の義理の妹で、彼が呪われる以前から同居していた。一途に兄のことを慕っている元気少女で、人目をはばからず猪のようなタックルを仕掛けてくる。また、怒るとどこからともなく取り出したおたまで主人公の頭を殴る。味オンチで、常識外れに辛いものが好物。
他のヒロインと異なり特別な能力は持たず、コスチュームも普通に見えるが、私服のパーカーの後部はウサギの耳状になっているという裏設定を、デザインしたみけおうが述べている。
優城 由紀恵(ゆうき ゆきえ)
声 - 日向裕羅
東雲学園の保健医で、その天然ボケとおっとりした性格から放たれる「癒しオーラ」によって、学園では「ゆきゆき」の通称で男女問わず親しまれている。しかしその反面非科学的なことはいっさい信じないリアリストでもあり、科学的に主人公の呪いを解こうと奔走する。また車のハンドルを握ると人格が変わる。頭脳は極めて優秀。
なぜかナースの格好をしている。なお、彼女の眼鏡はみけおうの意向で追加されたものである。
有魔 摩莉(ありま まり)
声 - 岩泉まい
謎の電波を受信して、ロシアからやってきた魔女。作中では専ら「マリ」と呼ばれる。
小さな身体に強大な魔力を秘めており、チョップ一発であらゆることを解決してしまう。その威力は、主人公以外の同居人が彼女を旧知の間柄だとマインドコントロールされているほどである。
幼げな外見に反して自分のことを「ワシ」と呼んだり語尾に「～じゃ」をつけたり、爺臭い喋り方をする。常に猫のようなボロボロのぬいぐるみを抱いている。
彼女のゴスロリ風のコスチュームには、プログラマのLeshade Entisの細かいチェックが入ったと言われる。

### サブキャラクター
浜岡 亮太(はまおか りょうた)
声 - おTSURU
主人公のクラスメイトで悪友。以前は主人公とともに数々の悪行を働いたらしいが、現在は只の好色漢。しかし主人公の話から由紀恵のキスの味を想像するなど、意外にうぶな一面もある。
仁科 セツ子(にしな せつこ)
声 - 大波こなみ（二役）
由紀恵の大学時代の同級生で現在は科学者。癒し系の由紀恵とは正反対のキツ目の女性である。
ある事件がきっかけで由紀恵のことを憎むことになる。
おまけシナリオにも出演しているが、そこでは同じ声優が演じている愛との一人芝居を聞くことができる。
マリセリュージュ
声 - 岩泉まい（二役）
マリの身体の中に宿っているもう一つの人格。名前の「マリセリュージュ」は「Moon,ARtemis,SElene,LUna,Diana」（いずれも月や月の女神の呼称）を繋いで縮めたもの（Marselud）である。
マリとは違って普通の喋り方をする。また、ビジュアル的にはマリの瞳が金色、マリセリュージュの瞳が赤色なことから区別される。

## スタッフ
- キャラクターデザイン・原画：みけおう
- シナリオ：鈴木慎次郎、大神麒麟、佐久間零式改、出羽月
- グラフィックチーフ：ばんろっほ
- プログラム：Leshade Entis
- 音楽：浅野彰
- オープニングムービー：URA
- ディレクター：武内よしみ
- プロデューサー：佐倉

## 主題歌
- オープニングテーマ『Doki Dokiが止まらない』[注 1]

作詞：ウエハラマキ / 作曲：浅野彰 / 編曲：椎木よしずみ / 歌：榊原ゆい
- エンディングテーマ『夜がくるたび』

作詞：ウエハラマキ / 作曲：浅野彰 / 編曲：椎木よしずみ / 歌：榊原ゆい

## 関連商品
- みらろま ないしょのオフィシャルミニブック

ソフトの発売前に各種イベントやショップで無料配布された。キャラ紹介やイベントCGのラフを中心とした内容。
- すぺろま Special Romance full color book

ソフトの予約購入者全員への特典。みけおうのフルカラー漫画『ミラクルロマンスクリスマス』（18禁）、『みらろまができるまでキャラクター編』、『みらろま発売記念☆コスプレしよう!』（18禁）、販促イラストギャラリーなど。
- みらろま 2006 CALENDAR

2005年のコミックマーケット69で無料配布された。販促イラストを使用した2006年のカレンダー。表紙のみ描きおろし。
- みらろま サウンドアルバム<MAR-101> ￥3,150

発売元はま～まれぇど。コミックマーケット69で発売。CD2枚組でオープニング曲のムービーバージョンも含めた全BGMを完全収録。
- ハーヴェストノベルズ みらろま<ISBN 4-434-07800-3> ￥893

2006年6月1日、ハーヴェスト出版より発行。著者：水碕睦月。ゲーム本編のエリカルートを基にした内容。
- ハーヴェストノベルズ もっと、みらろま<ISBN 4-434-07915-8> ￥893

2006年7月1日、ハーヴェスト出版より発行。著者：水碕睦月。ゲーム本編のエリカ以外の4キャラのルートを基にした内容。表紙はみけおうの描きおろし。本文の挿絵はセレビィ量産型・ちんちくりん・ヒナポ・みずきえいむ・らいなが担当。
- みらろま ドラマCD<SG03232> ￥2,940

2006年8月21日、ソフトガレージより発売。ゲーム本編の後日談ではなく第一部のサイドストーリー的な内容になっている。基本的にはコメディタッチで、特攻野郎Aチーム、宇宙戦艦ヤマト、フルメタル・ジャケット等のパロディネタが多い。ボーナストラックとして各キャラの目覚ましなどに使えるボイス集を収録。
- みらろま ビジュアルワークス<ISBN 4-86133-081-5> ￥2,310

2006年8月21日、ソフトガレージより発売。ゲーム中のCGや販促イラストをほぼ完全収録したほか、みけおうの描きおろしポスター、声優やスタッフのインタビューなど。
- みらろま 摩莉のボロ人形ぬいぐるみ ￥3,150

2006年8月24日、エグゾーストより発売。作中でマリが抱いているぬいぐるみを忠実に再現している。
- みらろま ネックレス ￥1,575

2007年1月18日、エグゾーストより発売。作中でエリカが身につけているアクセサリーを男性向けにアレンジしたもの。
エグゾーストからはこの他、下敷き、携帯ストラップ、マウスパッド、Tシャツが発売されている。